# Michal Loris-Melikov
Michal Loris-Melikov (19. říjnajul./ 31. října 1824greg., Tiflis – 24. prosince 1888 Nice) byl ruský vojevůdce a politik arménského původu. Člen státní rady (11. února 1880). Čestný člen Ruské akademie věd (29. prosince 1880).
V posledních měsících vlády cara Alexandra II. byl ministrem vnitra s rozšířenými pravomocemi, sledoval liberální vnitřní politickou linii; plánoval vytvoření zastupitelského orgánu s legislativními pravomocemi.

## Život
Narodil se ve významné arménské rodině v Tbilisi (tenkrát Tiflis). V roce 1836 začal studovat moskevský Lazarevův institut orientálních jazyků, odkud byl vyloučen pro drobné výtržnictví. Od roku 1841 studoval na vojenské škole v Petrohradě (Николаевское кавалерийское училище), kde se stal blízkým přítelem tehdy neznámého Nikolaje Alexejeviče Někrasova, který s ním několik měsíců žil ve stejném bytě.

### Vojenská kariéra
2. srpna 1843 se stal kornetem u Gardového grodenského husarského pluku. Zúčastnil se bojů na Kavkaze, bojoval v krymské válce, V roce 1856 byl povýšen na generálmajora a poté byl v roce 1858 jmenován náčelníkem vojsk v Abcházii. Později byl jmenován vojenským velitelem jižního Dagestánu a hejtmanem města Derbent. V březnu 1863 byl jmenován náčelníkem Tverské oblasti, velitelem vojsk v ní umístěných, atamanem tverské kozácké armády a byl povýšen na generálporučíka. V roce 1875 se stal generálem kavalérie. V rusko-turecké válce v letech 1877–78 velel samostatnému sboru na turecké hranici v Malé Asii. Poté, co obsadil pevnost Ardahan, byl odražen Ahmedem Muchtarem pašou v bitvě Zevinu, ale následně porazil svého protivníka v Adžárii, obsadil Kars a oblehl Erzurum. Za tyto služby byl povýšen do hraběcího stavu.

### Politická kariéra
V roce 1879 se Loris-Melikov stal prozatímním generálním guvernérem Astrachaňské oblasti s téměř neomezenými pravomocemi v boji proti epidemii moru. 7. dubna 1879 se stal dočasným generálním guvernérem Charkovské oblasti, kde byl krátce předtím zabit guvernér Dmitrij Kropotkin, bratranec Petra Kropotkina. Opatření, která přijal, se ukázala natolik účinná, že byl povolán do Petrohradu, kde byl jmenován vedoucím Nejvyšší správní komise, která byla vytvořena po pokusu o atentát na cara v únoru 1880. Zde, stejně jako na Kavkaze, i po pokusu o atentát na jeho vlastní život (20. února 1880), dal přednost preferenci za použití běžných právních metod před výjimečnými mimoprávními opatřeními. Věřil, že nejlepší politikou bude zaměřit se na původ zla odstraněním příčin nespokojenosti lidí a doporučil carovi Alexandrovi II. rozsáhlý plán správních a ekonomických reforem. Car, který začínal ztrácet víru v účinnost dosud používané jednoduché metody policejních represí, návrh přijal. Když byla v srpnu 1880 rozpuštěna Nejvyšší komise, jmenoval hraběte Lorise-Melikova ministrem vnitra s výjimečnými pravomocemi. Systém reforem navrhovaný Lorisem-Melikovem by přijat, ale nikdy nebyl proveden. Alexandr II. podepsal výnos a vytvořil několik komisí složených z úředníků a významných soukromých osob, aby připravili reformy v různých správních odvětvích. V den vyhlášení uvedeného výnosu (13. března 1881) byl car Alexandr II. zavražděn.
Nový car Alexandr III. okamžitě přijal silně protireformní politiku a zrušil některé z reforem, které jeho otec Alexandr II. vyhlásil. Loris-Melikov proto rezignoval a žil v důchodu až do své smrti v Nice dne 24. prosince 1888.